# Soledad Gustavo
Pour les articles homonymes, voir Mañé.

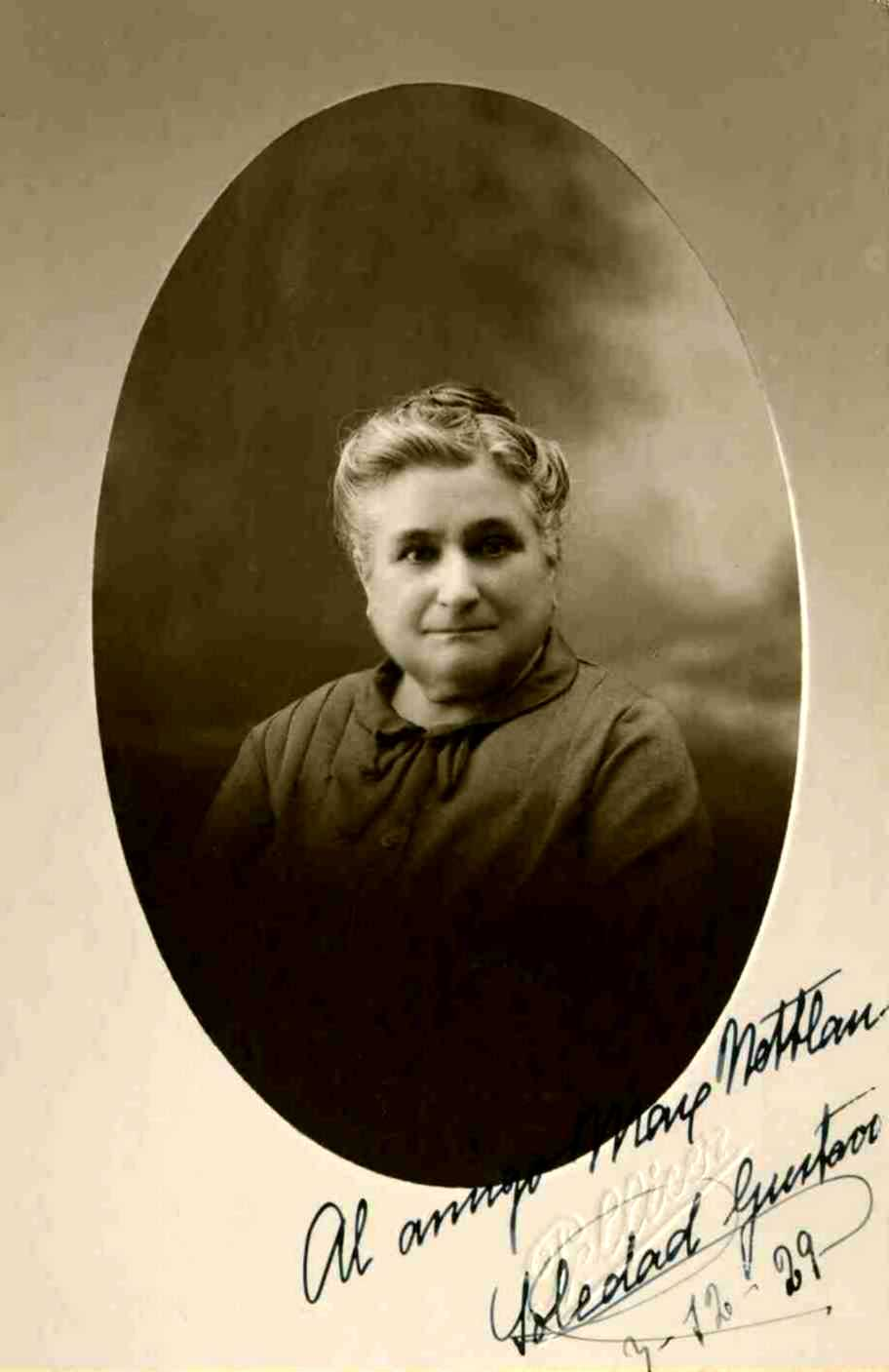
« À mon ami Max Nettlau », 3 décembre 1929.

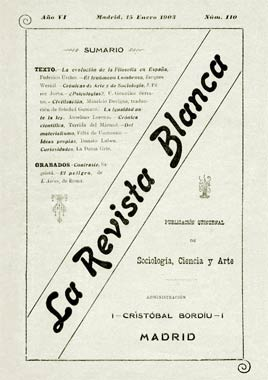
La Revista Blanca, 15 janvier 1903.

Soledad Gustavo, de son vrai nom Teresa Mañé i Miravent, née le 29 novembre 1865 à Cubelles (province de Barcelone) et morte le 5 février 1939 à Perpignan (Pyrénées-Orientales, France), est une institutrice, éditrice et écrivaine libertaire et féministe espagnole, militante et conférencière de la Libre Pensée.
Mariée à Federico Urales (Joan Montseny), elle est la mère de Federica Montseny.

## Biographie
Elle naît dans une famille aisée qui lui permet de faire des études pour devenir enseignante.
Militante anticléricale, elle donne avec Anselmo Lorenzo, Tarrida del Marmol et Pere Esteve des conférences pour contrer l'influence rétrograde de l'Église catholique.

## Pédagogue libertaire
Précurseur de l'Escuela moderna de Francisco Ferrer, elle milite pour un enseignement laïque.
Elle fonde une école rationaliste à Reus et devient une des premières institutrices laïques d'Espagne.
Ses conceptions sur l'éducation reprennent la tradition de la Première Internationale, réclamant l'égalité de l'instruction pour tous les enfants des deux sexes, sans distinction de milieu social. Dans un article de La Revista Blanca du 1er juillet 1929, El libro de la vida, elle critique les parents qui ne recherchent pour leurs enfants que l'obtention de diplômes, au détriment de leur santé, surtout quand il s'agit des plus pauvres.
Ses idées sont inspirées par Paul Robin et Maria Montessori : pour les jeunes enfants, l'importance du jeu dans les écoles maternelles et les premières études ; pour l'enseignement en général, l'appel à l'imagination et à la réflexion critique de l'élève.
En 1889, elle obtient un prix au Concours Socialiste de Barcelone pour son essai El amor libre (l'amour libre).

## Auteure et éditrice

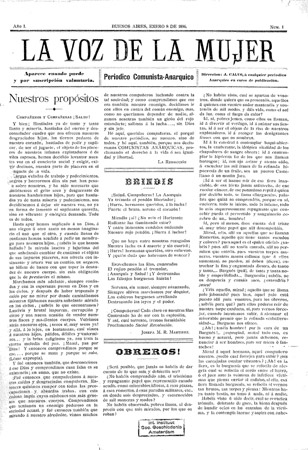
La Voz de la Mujer, 1896.

En 1898, elle est parmi les fondateurs de La Revista Blanca, « revue de sociologie, de science et d'art ». Elle y contribue par des articles théoriques et historiques.
En 1902, elle assume officiellement la direction de Tierra y Libertad.
Elle se lie d'amitié avec l'historien anarchiste Max Nettlau.
Elle collabore à La Voz de la Mujer (La Voix de la femme), premier journal anarcha-féministe, dont la devise est « Ni Dieu, ni Patron, ni Mari », animé en Argentine par Virginia Bolten.
De sa rencontre avec Federico Urales (Joan Montseny) nait, le 12 février 1905, la future ministre anarchiste Federica Montseny.

## Militante anarchiste
Elle participe activement à tous les événements qui marquent le mouvement libertaire durant cette période : la Semaine tragique de Barcelone et l'exécution de son ami Francisco Ferrer en 1909, la fondation de la Confédération nationale du travail en 1910, la fondation de la Fédération anarchiste ibérique en 1927 et la Révolution sociale espagnole de 1936.
Elle est l'auteure de très nombreux articles, de traductions (dont des textes de Louise Michel), mais aussi d'ouvrages comme La Sociedad futura (1889) et El Sindicalismo y la Anarquia (1932).
Selon l'historien Jacques Maurice : « Trois militants libertaires de renom, Federico Urales, Soledad Gustavo et leur fille Federica Montseny, mettent leur plume et leur sens commercial au service de l'idéal qu'ils professent en créant la collection de romans « brefs » (32 p.), La Novela Ideal : plus de six cents titres entre 1925 et 1935. Le père et la fille, qui figurent parmi les huit collaborateurs permanents, en écriront 136 à eux deux. La collection a aussi bénéficié de 159 auteurs occasionnels. »
Elle meurt, pendant la Retirada le 5 février 1939.

## Iconographie
- Lettre de Mme Soledad Gustavo à Louise Michel, 20 avril 1901, Institut international d'histoire sociale (Amsterdam), texte intégral.